# Falcatimonas
Falcatimonas es un género de bacterias de la familia Lachnospiraceae. Actualmente (2023) sólo contiene una especie: Falcatimonas natans. Fue descrito en el año 2016. Su etimología hace referencia a forma de hoz. El nombre de la especie hace referencia a natación. Se tiñe gramnegativa, aunque posiblemente sea grampositiva con pared delgada como otras bacterias de la misma familia. Es anaerobia estricta y móvil por flagelo polar. Catalasa y oxidasa negativas. Tiene un tamaño de 0,4-0,6 μm de ancho por 1,3-2,3 μm de largo. Forma colonias circulares, lisas y translúcidas en agar PY4S. Temperatura de crecimiento entre 15-40 °C, óptima de 35-37 °C. Se ha aislado de un reactor metanógeno en una granja de ganado en Japón. 